# Collazzone
Collazzone – miejscowość i gmina we Włoszech, w regionie Umbria, w prowincji Perugia.
Według danych na rok 2004 gminę zamieszkiwało 2937 osób, 53,4 os./km².